# Здзешовиці (гміна)
Гміна Здзешовиці (пол. Gmina Zdzieszowice) — місько-сільська гміна у південно-західній Польщі. Належить до Крапковицького повіту Опольського воєводства.
Станом на 31 грудня 2011 у гміні проживало 16416 осіб.

## Площа
Згідно з даними за 2007 рік площа гміни становила 57.85 км², у тому числі:
- орні землі: 63.00%
- ліси: 14.00%

Таким чином, площа гміни становить 13.08% площі повіту.

## Населення
Станом на 31 грудня 2011:
| Опис     | Загалом | Загалом | Чоловіки | Чоловіки | Жінки | Жінки |
| -------- | ------- | ------- | -------- | -------- | ----- | ----- |
| одиниця  | осіб    | %       | осіб     | %        | осіб  | %     |
| все      | 16416   | 100     | 8161     | 49.71    | 8255  | 50.29 |
| міське   | 12194   | 100     | 6036     | 49.50    | 6158  | 50.50 |
| сільське | 4222    | 100     | 2125     | 50.33    | 2097  | 49.67 |

## Сусідні гміни
Гміна Здзешовіце межує з такими гмінами: Вальце, Ґоґолін, Кендзежин-Козьле, Крапковиці, Лесьниця, Ренська Весь, Стшельце-Опольське.